# NGC 3668
NGC 3668 (również PGC 35123 lub UGC 6430) – galaktyka spiralna z poprzeczką znajdująca się w gwiazdozbiorze Wielkiej Niedźwiedzicy. Odkrył ją William Herschel 20 marca 1790 roku.